# 907 TCN
907 TCN là một năm trong lịch La Mã.